# 톈쯔팡

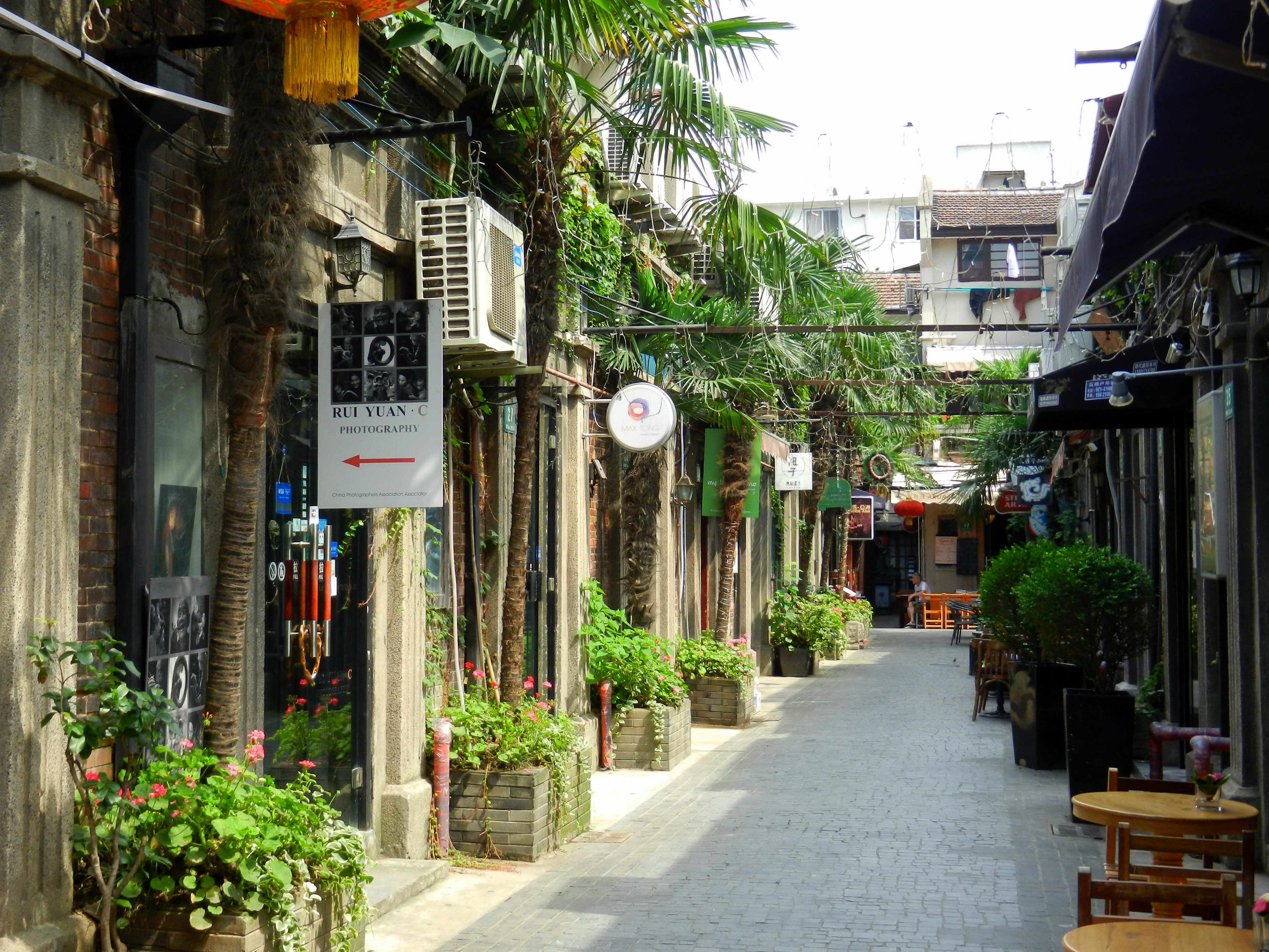
톈쯔팡

톈쯔팡(중국어: 田子坊, 병음: Tiánzǐ Fāng)은 중국 상하이시 황푸구 타이캉루 210번지에 위치한 예술, 쇼핑 지역이다.

## 같이 보기
- 신톈디
- 798예술구